# スティーヴィー・ワンダー
ステヴランド・ハーダウェイ・モリス（英語: Stevland Hardaway Morris、出生名 : ステヴランド・ハーダウェイ・ジャドキンス（英語: Stevland Hardaway Judkins）、1950年5月13日 - ）は、スティーヴィー・ワンダー（英語: Stevie Wonder）の名で知られるアメリカ合衆国のシンガーソングライター、音楽プロデューサーである。ボーカルをメインに、ハーモニカ、クラヴィネットなど様々な楽器を演奏するマルチ・インストゥルメンタリストである。11歳の時にモータウンのTamlaレーベルと契約して以来、現在までモータウン一筋に活動する。30曲以上のU.S.トップ10ヒットを放ち、計22部門でグラミー賞を受賞、最も受賞回数の多い男性ソロ・シンガーである。
「ローリング・ストーンの選んだ歴史上最も偉大な100人のシンガー」において第9位。
「ローリング・ストーンの選んだ歴史上最も偉大な100組のアーティスト」において第15位。「Q誌の選ぶ歴史上最も偉大な100人のシンガー」において第34位。
代表曲に「太陽の当たる場所」「マイ・シェリー・アモール」「迷信」「サンシャイン」「ハイアー・グラウンド」「悪夢」「レゲエ・ウーマン」「回想」「愛するデューク」「マスター・ブラスター」「ハッピー・バースデイ」「ザット・ガール」「ガッタ・ハブ・ユー」など多数。

## 経歴
キャルヴィン・ジャドキンスとルーラ・メイ・ハーダウェイ（1930〜2006）の6人の子供の内、3人目の子供として1950年、ミシガン州サギノーに生まれた。6週間の早産で生まれ、保育器内での過量酸素が原因で生まれてすぐに目が見えなくなる（未熟児網膜症、全盲ではなく、光の方向を把握できないが明暗は分かるという）。スティーヴィーが4歳の時に、彼の母親は父親を置いて、子供とともにデトロイトに移住する。母親は名前を旧姓に戻すと共に、その後に子供たちの苗字を彼女の親類にあやかってモリスとした。現在でも、スティーヴィーの法律上の名前はモリスとなっている。幼い頃からピアノやハーモニカ、ベースを演奏していたという。歌手としてのキャリアーは友達と一緒に歌う様になったのが最初で、スティーヴィー&ジョンとして街角や、時にはパーティーやダンスなどのイベントでもパフォーマンスをしていた。
11歳の時、自身で作曲した「Lonely Boy」をミラクルズのロニー・ワイトの前で歌い、ワイトはスティーヴィーと彼の母親をモータウンへのオーディションに連れて行く。社長であるベリー・ゴーディ の前で歌と演奏を披露し、モータウンとの契約を獲得。彼の最初のステージネーム「リトル・スティーヴィー・ワンダー」は、この時のプロデューサーであり彼の多くの作品に参加したクラレンス・ポールがつけたものである。なお、この時の契約内容には、スティーヴィーの年齢を考慮したものとして、印税収入は彼が21歳になるまで基金に蓄えられるという条項があり、それまでは週給として2ドル50セントの支払いであったとされる。
こうしてモータウンに加わったスティーヴィーは、61年に最初のレコーディングとして「Mother Thank You」を収録するが、結果として、デビューシングルはベリー・ゴーディーの手による「I Call It Pretty Music But The Old People Call It The Blues」に変更され、これが1962年の夏に発売された。結局、この曲が発表されたのは、タイトルを変えた上で、1964年になってからであった。続いて、シングル『Little Water Boy』（ヒットはしなかった）や、アルバム『ジャズ・ソウル〜スティーヴィー・ワンダー・ファースト・アルバム』と『レイ・チャールズに捧ぐ』を発表し、こちらは小さなヒットとなった。スティーヴィーが12歳であった1962年末、モータウン・レビューの一員として全米をツアーする。このツアーで廻ったシカゴのリーガル・シアターでの20分ほどの演奏を録音したものが、1963年の5月にアルバム『12歳の天才』としてリリースされ、これがBillboard 200で1位になる大ヒットを記録。ここから同月にシングルカットされた「フィンガーティップス」もBillboard Hot 100で1位の大ヒットとなる。この、13歳での1位獲得は21世紀に入ってからも、史上最年少の記録である。また、12歳でデビューしたため、ビートルズのメンバーとは年齢が離れているにもかかわらず、キャリアとしては同等の長さを誇る。
しかし、スティーヴィーの成長に伴う声変わりに対して、当時のモータウンの重役たちの何人かはレコード契約の打ち切りをも検討していたとされる。1964年には、2本の映画に出演するもいずれも大したヒットにはならなかった。そうした中、シルヴィア・モーイと共作した作品などを含むアルバム『アップタイト』がヒットし、シングルカットされた「Uptight」がヒット。そして1966年には「Blowin' in the Wind」「太陽の当たる場所」がいずれもヒット、クリスマス・ソングの「サムデイ・アット・クリスマス」も発表した。また、リトル・スティーヴィー・ワンダーというこれまでのステージネームから"リトル"を取るようにベリー・ゴーディーに説得したのもまた、シルヴィア・モーイであったとされる。また、同じころにスティーヴィーは自分とレーベルの他の仲間への楽曲提供のために、モータウンの作詞部門・作曲部門との契約を新たに結んだ。こうして提供された曲の1つにスモーキー・ロビンソン&ザ・ミラクルズのナンバー1ヒットである「Tears of a Clown」などがある。
1970年に、モータウンから自作のプロデュース権を獲得し、音楽出版会社「タウラス・プロダクション」を設立。自身の新たな音楽を模索していた時、当時開発されたばかりのモーグ・シンセサイザーに感銘を受ける。以後、スティーヴィーはシンセサイザーを駆使し、ほとんどの楽器を自分で演奏してアルバムを作るスタイルを取った。
1972年の革新的な曲「迷信」はクラヴィネットを使用し、彼のファンキーな面を強調し、大ヒットとなった。1973年、友人の運転する車に同乗して帰路の途中に交通事故にあう。トラックの荷台から落下した丸太が彼らの乗る車のフロントガラスを突き破り、助手席で寝ていたスティーヴィーの額を直撃した。この事故により彼は脳挫傷による昏睡状態に陥ったほか、意識を取り戻した後も後遺症で一時味覚と嗅覚を失うが、その後のリハビリが功を奏し、ほぼ事故前の状態にまで回復したという。その後、73年に「サンシャイン」、「ハイアー・グラウンド」、74年にはファンク・ナンバー「悪夢」がそれぞれヒットした。74年には「レゲエ・ウーマン」もヒットしている。72年から74年ごろまでが彼の音楽人生の黄金期だった。なお、「迷信」はジェフ・ベックが演奏する案もあったが、結局ワンダー自身がシングルとして発表した。ベックはベック・ボガード&アピスとして「迷信」のロック・バージョンを発表している。
1976年には、2枚組のオリジナル・アルバム『キー・オブ・ライフ（Songs in the Key of Life）』をリリース。77年には、シングル「回想」「愛するデューク」をヒットさせた。このアルバムは、当時全米アルバムチャート14週1位となる大ヒットになった。

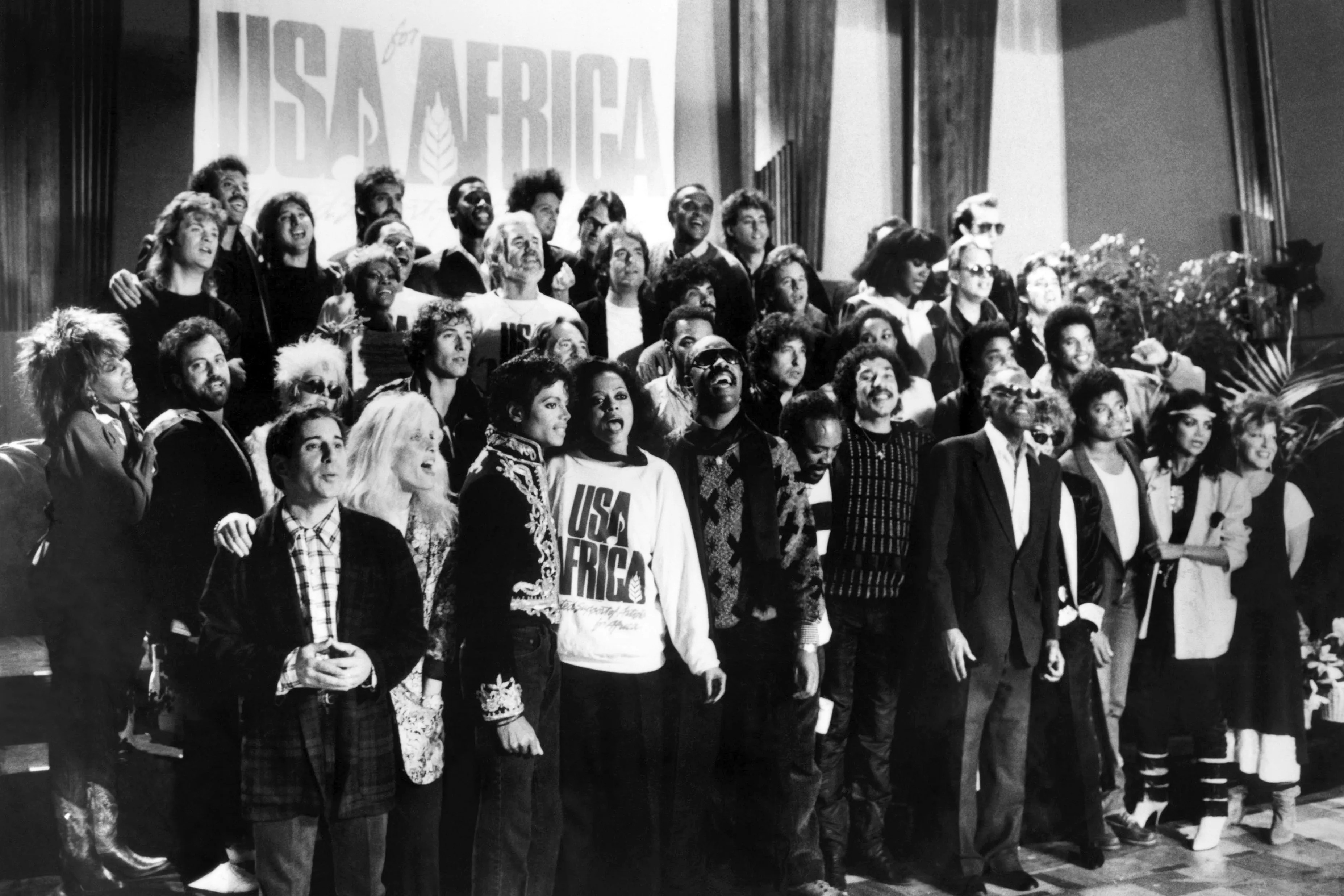
USAフォー・アフリカにてウィ・アー・ザ・ワールドを歌う

交通事故の体験以降、慈善活動や平和活動に目覚め、1980年代には南アフリカのアパルトヘイト政策に反対する歌、公民権運動指導者のマーティン・ルーサー・キング牧師を讃える歌を発表する。日本の全盲の中学生との交流がきっかけで仙台市立加茂中学校を訪問し、歌ったこともある。また彼は、80年に「マスター・ブラスター」、82年に「ザット・ガール」をヒットさせた。80年代にはジャーメイン・ジャクソン、サード・ワールド、チャカ・カーン、ユーリズミックス、ジャヴァンらとの共同作業もおこなっている。1984年の映画『ウーマン・イン・レッド』のサウンドトラックに用いられた「心の愛（I Just Called to Say I Love You）」は、米英で大ヒットするとともにアカデミー歌曲賞、ゴールデングローブ賞を受賞した。1985年にはUSAフォー・アフリカに参加し、ウィ・アー・ザ・ワールドのブリッジ部分でリードボーカルをとった。
1986年にはバート・バカラックとキャロル・ベイヤー・セイガーのライティングコンビによるディオンヌ・ワーウィックやエルトン・ジョンらとのデュエット曲「愛のハーモニー」がディオンヌ&フレンズとして大ヒット。
2009年12月、国連平和大使に任命。2021年ウルフ賞芸術部門受賞。
2019年、腎臓移植手術を受けた。
2024年6月、ガーナに移住し、市民権を得た。

## 音楽性/人物と思想
ステージでは主にピアノやフェンダー・ローズ、クラヴィネットなどのキーボードをプレイしながら歌うことが多いが、他にもクロマティックハーモニカ、ドラム、シンセベースなどもプレイするマルチプレイヤーとして知られている。
特に70年代において、当時は革新的な新楽器だったモーグ・シンセサイザーやクラヴィネット、トーキング・モジュレーターなどをいち早く取り入れて使用した。後者は後のザップ/ロジャー・トラウトマン等に影響を与えたとされる。
彼は、ジャズ、クロスオーバー、フュージョンの影響も強い。また、視覚障害や音楽的資質などの共通点から、しばしばレイ・チャールズと比較される。
政治活動に積極的で、アメリカ民主党を支持している。2000年のゴア対ブッシュのアメリカ大統領選ではフロリダ州にかけつけ民主党のゴアを支援。2008年の大統領選でも、オバマの強力なサポーターとして党大会などに参加した。オバマ大統領の就任式のイベントでも何度もステージに立ち、代表曲を披露した。

## ディスコグラフィ
多作家として知られるが作品の質に厳しく、お蔵入りした曲は数千曲にのぼるという。アルバム制作の際は、収録予定の曲数のほぼ10倍を作曲すると言われており、1976年発表の『キー・オブ・ライフ』の収録曲は、1974年から1976年までに作曲された約1,000曲の中から選ばれた。

### オリジナル・アルバム
- 『ジャズ・ソウル〜スティーヴィー・ワンダー・ファースト・アルバム』
- 『レイ・チャールズに捧ぐ』
- 『わが心に歌えば』
- 『アット・ザ・ビーチ』
- 『アップタイト』
- 『太陽のあたる場所』
- 『愛するあの娘に』
- 『想い出のクリスマス』
- 『アルフィー/イーヴェッツ・レッドナウ』
- 『フォー・ワンス・イン・マイ・ライフ』
- 『マイ・シェリー・アモール』
- 『涙をとどけて』
- 『青春の軌跡』
- 『心の詩』
- 『トーキング・ブック』
- 『インナーヴィジョンズ』
- 『ファースト・フィナーレ』
- 『キー・オブ・ライフ』
- 『ホッター・ザン・ジュライ』
- 『イン・スクエア・サークル』
- 『キャラクターズ』
- 『カンバセーション・ピース』
- 『タイム・トゥ・ラヴ』

### 楽曲提供
- 『イッツ・ア・シィム』 - スピナーズ（1970）
- 『アンティル・ユー・カム・バック・トゥ・ミー』 - アレサ・フランクリン（1974）
- 『テル・ミー・サムシング・グッド』 - ルーファス（英語版） featuring チャカ・カーン（1974）
- 『ザ・リアル・シング』 - セルジオ・メンデス（1977）
- 『レッツ・ゲット・シリアス』 - ジャーメイン・ジャクソン（1980）
- 『トライ・ジャー・ラブ』 - サード・ワールド（1982）

## 私生活
1970年に歌手のシリータ・ライトと結婚したが、1972年に離婚。2001年にデザイナーのカイ・ミラード・モリスと結婚したが、2009年に別居、2012年に離婚が申請され、2015年10月5日離婚が成立した。
これまでに5人の女性との間に9人の子供を儲けている。

## 共演したミュージシャン
- シリータ （前夫人）「If You Really Love Me」ほか
- チャカ・カーン「I Feel For You」（ハーモニカを担当）
- ユーリズミックス「There Must Be an Angel」（ハーモニカを担当）
- ジャヴァン「サムライ」（ハーモニカを担当）
- グラディス・ナイト「愛のハーモニー」
- ディオンヌ・ワーウィック「愛のハーモニー」
- ポール・マッカートニー「Ebony and Ivory」、「What's That You're Doing?」
- エルトン・ジョン「I Guess That's Why They Call It The Blues」（ハーモニカを担当）、「愛のハーモニー」
- クインシー・ジョーンズ「The Dude」（キーボードを担当）
- ジェフ・ベック「Lookin' For Another Pure Love」
- マイケル・ジャクソン「We Are The World」、「Get It」、「Just Good Friends」
- プリンス「So What Fuss」（プリンスがギターで参加）
- スティング「Brand New Day」（ハーモニカを担当）
- ルチアーノ・パヴァロッティ「Peace Wanted Just be Free」
- ジェームス・テイラー「Don't Be Sad 'Cause Your Sun Is Down」、「Little More Time With You」
- ミニー・リパートン「Perfect Angel」（演奏サポートとアルバム・プロデュースを担当）
- ディジー・ガレスピー「Do I Do」、「Closer to the Source」
- セルジオ・メンデス「Berimbau/Consolação」
- アンドレア・ボチェッリ「Canzoni Stonate」
- テイク6「O Thou That Tellest Good Tidings to Zion」、「I'm New」
- ラウル・ミドン「Expressions Of Love」（ハーモニカを担当）
- プリファブ・スプラウト「Nightingales」（ハーモニカを担当）
- ザ・ビーチ・ボーイズ「I Do Love You」
- アリアナ・グランデ「Faith」
- 冨田勲 長良川でのサウンドクラウドに参加 （シンセサイザー・ハーモニカを担当）
- 中島みゆき「つめたい別れ」（ハーモニカを担当）、「あたいの夏休み」（シンセサイザーを担当）

## 受賞歴
グラミー賞受賞者一覧を参照
- グラミー賞：「迷信」
- グラミー賞：『キー・オブ・ライフ』

ほか

## 日本公演
- 1968年
  - タムラ・モータウン・フェスティバル・イン・東京 2月13日 渋谷公会堂
- 1975年
  - 1月29日、30日 日本武道館、31日、2月3日 大阪厚生年金会館、2月1日 静岡駿府会館
- 1981年
  - 3月31日,4月1日 日本武道館
- 1982年
  - 10月28日 福岡国際センター、29日 愛知県体育館、31日、11月1日、2日 フェスティバルホール、4日、5日 日本武道館、6日 横浜文化体育館、8日 宮城県スポーツセンター、9日 郡山市総合体育館
- 1985年
  - 10月23日、24日、25日 大阪城ホール、27日 福岡国際センター、29日、30日、31日 国立代々木競技場第一体育館、11月2日、3日 後楽園球場、5日 仙台市体育館、7日、8日 道立産業共進会場[注釈 1]
- 1988年
  - 4月12日 福岡国際センター、13日 広島サンプラザ、15日、16日、17日 大阪城ホール、19日、20日 名古屋レインボーホール、21日 静岡草薙体育館、23日、24日 横浜スタジアム、25日、26日、27日 日本武道館、29日 仙台市体育館
- 1990年
  - 12月13日、15日、16日 大阪城ホール、19日 名古屋レインボーホール、23日、24日 東京ドーム
- 1995年
  - 2月21日、22日 日本武道館、24日、25日、26日 横浜アリーナ、3月1日、2日 大阪城ホール、9月4日、5日 マリンメッセ福岡
- 1996年
  - 9月15日 横浜アリーナ、18日、19日、20日 日本武道館、21日 横田基地、23日 マリンメッセ福岡、24日 大阪城ホール、25日 名古屋レインボーホール、27日 石川産業展示館、29日 岩手産業文化センター
- 1999年
  - 8月27日、28日 東京国際フォーラムホールA
- 2003年〜2004年
  - 12月27日、28日 さいたまスーパーアリーナ、30日 マリンメッセ福岡
  - 1月4日 名古屋レインボーホール、6日、7日 大阪城ホール
- 2007年
  - 2月17日、18日 さいたまスーパーアリーナ、20日 名古屋レインボーホール、24日 宮城県総合運動公園総合体育館、27日、28日 大阪市中央体育館
- 2010年 サマーソニック2010
  - 8月7日 大阪・舞洲アリーナ、8月8日 千葉マリンスタジアム